# Droga wojewódzka 871
Die Droga wojewódzka 871 (DW 871) ist eine 37 Kilometer lange Droga wojewódzka (Woiwodschaftsstraße) in der polnischen Woiwodschaft Karpatenvorland, die Tarnobrzeg mit Stalowa Wola verbindet. Die Strecke liegt in der Kreisfreien Stadt Tarnobrzeg, im Powiat Tarnobrzeski und im Powiat Stalowowolski.

## Streckenverlauf
Woiwodschaft Karpatenvorland, Kreisfreie Stadt Tarnobrzeg
-  Tarnobrzeg (DK 9, DW 723, DW 758, DW 985)

Woiwodschaft Karpatenvorland, Powiat Tarnobrzeski
- Stale
- Jeziorko
- Grębów
- Jamnica

Woiwodschaft Karpatenvorland, Powiat Stalowowolski
-  Stalowa Wola (DK 77, DW 855)